# Hudson Country Club Six
Hudson Country Club Six – samochód osobowy produkowany pod amerykańską marką Hudson w latach 1939–1940.

## Galeria

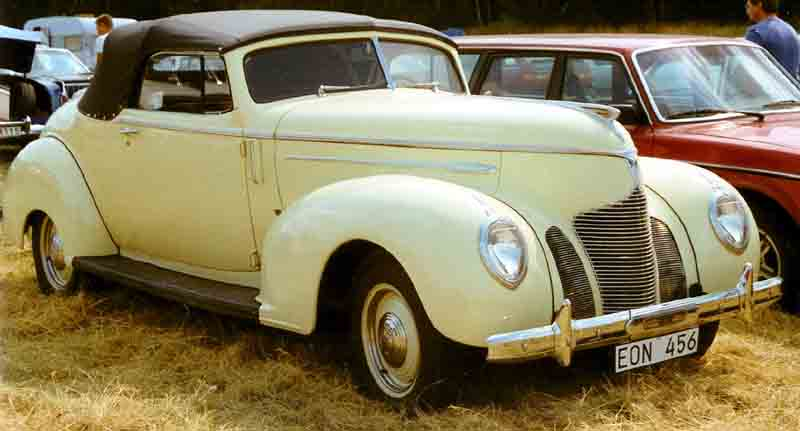
Hudson Country Club Six Cabriolet
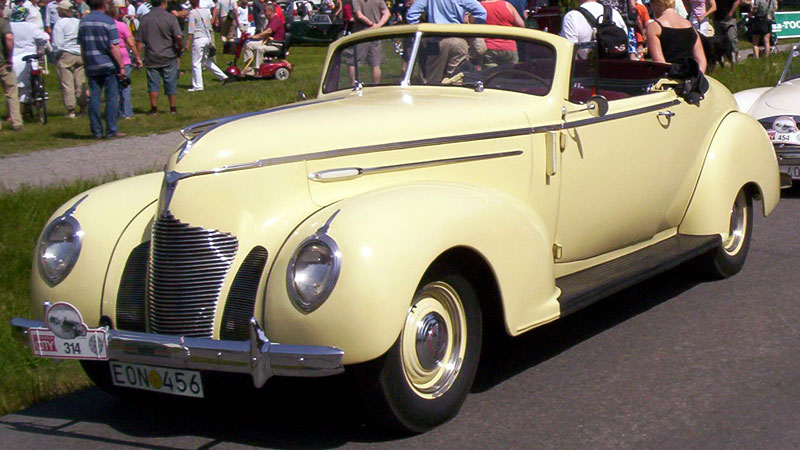
Hudson Country Club Six Cabriolet